# 浮梁红塔
29°22′33″N 117°14′47″E / 29.37583°N 117.24639°E
大圣宝塔位于中国江西省景德镇市浮梁县浮梁镇古县衙南侧，俗称“红塔”，又称“西塔”，北宋建隆二年（961年）建造，明万历三年（1575年）重修，为楼阁式砖塔，六面九层，高40.47米。1959年被列为江西省文物保护单位。1984年景德镇市人民政府对红塔进行重修，历时两年，全面修复对外开放。

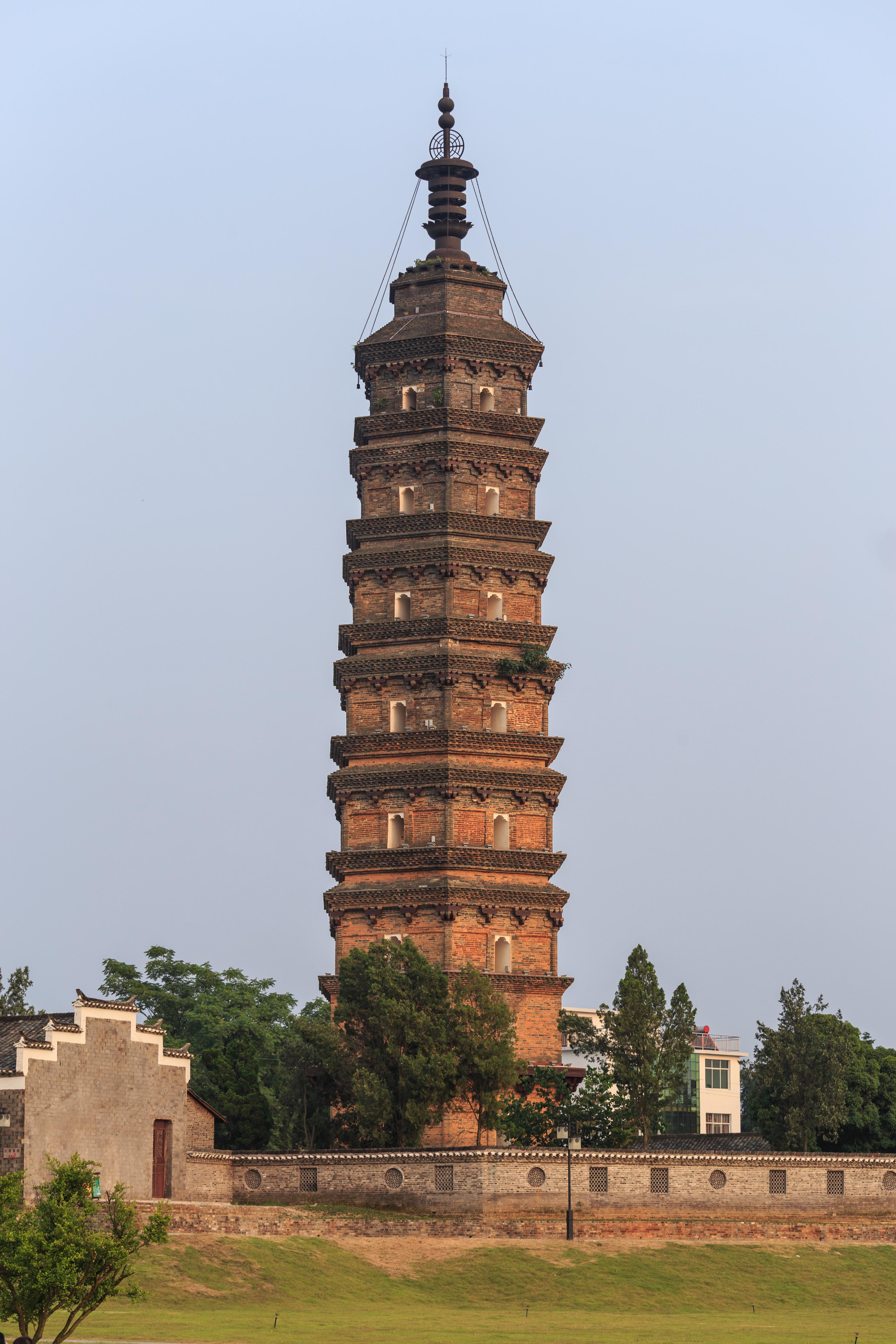